# Європейський суд з прав людини

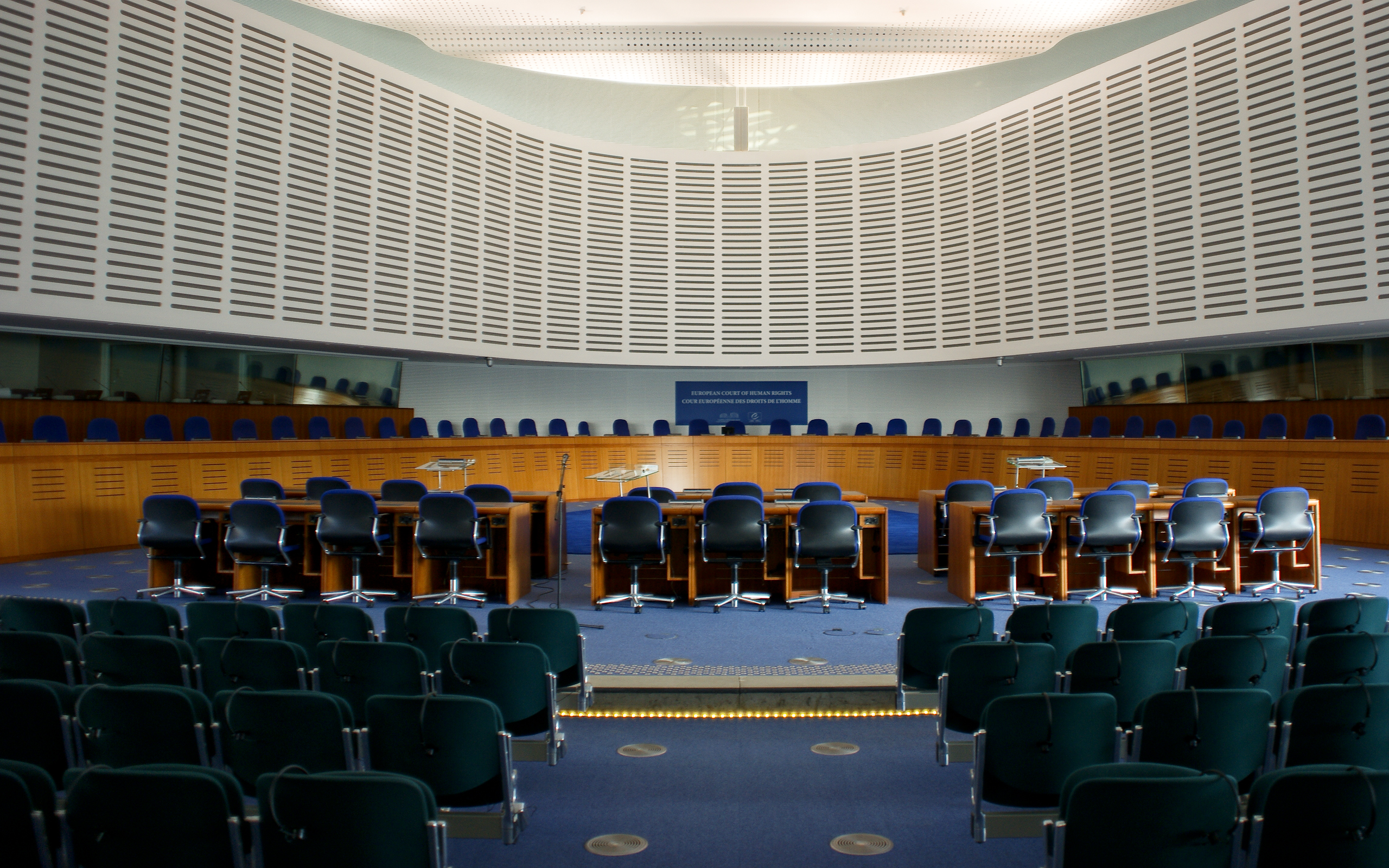
Зала засідань Європейського суду з прав людини

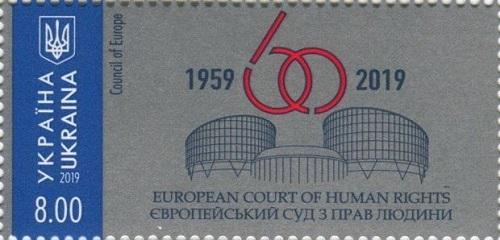
Марка «Європейський суд з прав людини», введена в обіг 15 березня 2019 року

Європейський суд з прав людини (англ. European Court of Human Rights, фр. Cour européenne des droits de l’homme) — міжнародний судовий орган, юрисдикція якого поширюється на всі держави-члени Ради Європи, що ратифікували Конвенцію про захист прав людини і основоположних свобод, і включає всі питання, які стосуються тлумачення і застосування конвенції, включно з міждержавними справами й скаргами окремих осіб.

## Історія виникнення
Європейський суд з прав людини формувався протягом довгого часу. Європейська конвенція про захист прав людини та основних свобод не тільки проголосила основоположні права людини, а й створила особливий механізм їхнього захисту.
Сам цей механізм включав три органи, які несли відповідальність за забезпечення дотримання зобов'язань, вчасних виконань рішень, узятих на себе державами-учасницями конвенції:
1. Європейську комісію з прав людини;
2. Європейський суд з прав людини;
3. Комітет міністрів Ради Європи.

З 1 листопада 1998 року, після набрання чинності Протоколу № 11, перші два з цих органів були об'єднані в один, постійно активний Європейський суд з прав людини. Його місцерозташуванням став Палац прав людини в Страсбурзі (Франція), де розташована і сама Рада Європи.
За першою системою всі скарги, подані індивідуальними заявниками або державами — учасниками конвенції, ставали предметом попереднього розгляду Європейської комісії з прав людини. По-перше, вона розглядала питання про їх прийнятність і при позитивному рішенні передавала справу до Європейського суду з прав людини для прийняття остаточного рішення, що має обов'язкову силу.
Якщо справа не передавалася до Суду, то вже тоді вона вирішувалася Комітетом міністрів, що було складнішим, тому для спрощення з 1 жовтня 1994 року заявникам надали право самим передавати свої справи до Суду зі скаргами, визнаними Комісією прийнятними.
Почавши свою діяльність 1959 року, Європейський суд до кінця 1998 року (коли він був реформований) ухвалив рішення по суті у 837 справах, переважна більшість із яких — за скаргами громадян. Перше рішення по суті справи суд прийняв 1960 року (Lawless v. Ireland), перше рішення на користь заявника — 1968 року (Neumeister v. Austria). Після реформи Суду 1998 року його активність підвищилася, і до початку 2010 року суд виніс вже 12 198 рішень, з них у 10 156 рішеннях констатував порушення конвенції або її протоколів.

## Умови подання скарги
Перш ніж скарга буде подана до Суду, необхідно суворо дотримуватися ряду неодмінних умов. Юрисконсульт ЄСПЛ  виділяє : 1) процесуальні підстави неприйнятності; 2) підстави неприйнятності, що стосуються юрисдикції Суду; 3) неприйнятність, що ґрунтується на суті скарги.
Серед них:
- Предметом скарги можуть бути тільки права й свободи, які гарантуються Конвенцією або її протоколами. Перелік цих прав є досить широким, але в ньому відсутні деякі права, присутні в українському і новітньому конституційному законодавстві.

Зокрема, Конституція України (глава 2, «Права і свободи людини і громадянина»), охоплюючи всі права людини, про які йдеться у Конвенції, називає і деякі інші, наприклад, працівники мають право на страйк для захисту своїх економічних і соціальних інтересів, кожен, хто працює, має право на відпочинок, кожен має право на житло, право на соціальне забезпечення та ін. Ці права закріплені в іншій конвенції Ради Європи — Європейська соціальна хартія Європейської соціальної хартії, однак юрисдикція Європейського суду заснована виключно на конвенції про захист прав людини та основних свобод.
- Відповідно до статті 34 Європейської конвенції про захист прав людини та основних свобод, Суд може приймати заяви від будь-якої особи, неурядової організації або групи осіб, які стверджують, що заяви про порушення з боку держав-учасниць конвенції (вони називаються в конвенції високими договірними сторонами) їхніх прав, визнаних у конвенції або в протоколах до неї. Це означає те, що заявнику необов'язково бути громадянином держави — члена Ради Європи або взагалі громадянином держави, на яку він подає скаргу. Найчастіше при розгляді скарг Суду доводиться мати справу з так званими прямими (безпосередніми) жертвами: звертається особа безпосередньо та, яка стала жертвою порушення її права.

Важливою функцією Європейського суду є забезпечення неухильного дотримання і виконання норм Конвенції її державами-учасницями. Він здійснює це завдання шляхом розгляду і вирішення саме якихось конкретних справ, прийнятих ним до провадження на основі індивідуальних скарг, поданих:
- фізичною особою;
- групою осіб;
- неурядовою організацією.

Можливе подання скарги на порушення Конвенції державою — членом Ради Європи з боку іншої держави — члена.
Крім цього, у практиці Європейського суду існують і інші поняття жертви. Особа може бути визнана потенційною жертвою у разі, якщо вона піддається реальному ризику застосування до неї законодавства, що суперечить Європейській конвенції, і її права, закріплені в конвенції, будуть порушені. У цьому випадку важливо вказати, чому до заявника застосовні положення законодавства, за яких обставин існує реальний ризик такого застосування.
Непряма жертва: у практиці Європейського суду визнано, що особа може відчувати порушення своїх особистих прав і через те, що порушені права іншого. Тому за певних обставин особа може подати скаргу про порушення своїх прав попри те, що саме безпосередньо не зазнавало збитків. Для цього необхідно, щоб у цієї особи з безпосередньою жертвою був близький зв'язок (спорідненість або інше).
Найбільш поширеним прикладом є звернення родичів постраждалого з вини державних органів з причини незабезпечення ними належного захисту права на життя, унаслідок чого родичі відчувають моральні страждання і несуть матеріальні збитки.
1. Скарга повинна бути подана не пізніше ніж через 4 місяці після остаточного розгляду питання компетентним державним органом[6]. Цей термін відновленню не підлягає.
2. Скаржитися можна тільки на ті порушення, які відбулись після дати ратифікації конвенції державою.
3. Для того, щоб скарга була визнана прийнятною по суті, заявник повинен використати всі внутрішньодержавні засоби захисту свого права, і насамперед судові засоби такого захисту. Для України вичерпанням національних засобів правового захисту буде проходження заявником першої, апеляційної та касаційної інстанцій.
4. Скарги, що направляються до Європейського суду, повинні стосуватися подій, за які несе відповідальність державна влада. Скарги проти приватних осіб організацій Європейським судом не приймаються до розгляду[7].

## Компетенція Європейського суду з прав людини
Європейський суд з прав людини має право:
- розглядати індивідуальні та міждержавні скарги, подані до Європейського суду з прав людини проти одного або декількох держав — членів Ради Європи або проти Європейського союзу;
- визнавати факт того, що було порушено, те чи інше право заявника;
- присудити заявнику виграну, справедливу компенсацію;
- тлумачити Конвенцію про захист прав людини та основних свобод;
- встановлювати факт того, що будь-яке порушення в певній державі має масовий характер через системність проблеми, у зв'язку, з чим наказувати цій державі вжити заходів щодо виправлення цього недоліку;
- розглядати запит комітету міністрів Ради Європи з питання про те, чи не порушила держава — відповідач своє зобов'язання по виконанню постанов (рішень) Європейського суду з прав людини;
- давати тлумачення раніше винесеної постанови на запит Комітету Міністрів Ради Європи;
- виносити Консультативні висновки про тлумачення Конвенції про захист прав людини та основних свобод, з питань, не пов'язаних з розглядом справ[8].

## Рішення Європейського суду з прав людини
Загалом Європейський суд виносить три основних види рішень (усього їх понад 10 видів):
- рішення про неприйнятність, оформлене у вигляді листа, адресованого заявнику (понад 95);
- рішення про неприйнятність або прийнятність у вигляді окремого мотивованого документа, у перекладі українською називається «рішенням» («decision»),
- остаточне рішення у справі, іменоване «постановою» («decree»). Тільки в цьому документі Європейський суд може визнати порушення прав людини.

На 13 лютого 2014 року Європейським судом з прав людини було винесено 16 995 мотивованих рішень (рішень і постанов). Згідно з даними на початок 2017 року, лідерами у списку країн за кількістю скарг, які перебували на розгляді, були:
1. Україна — 18 131 (22,8 %)
2. Туреччина — 12 600 (15,8 %)
3. Угорщина — 8950 (11,2 %)
4. Росія — 7400 (9,3 %)

За кількістю скарг, переданих суддівським складам, на душу населення, перші місця станом на 2013 р. посідають Сербія, Чорногорія, Хорватія і Молдова. Естонія перебуває на 12-му місці, Україна — на 5-му, Латвія — на 15-му, Росія — на 21-му. Останні місця займають Іспанія, Данія, Велика Британія, Ірландія.
За статистикою за 1959—2010 роки, 96 % поданих до Суду скарг були визнані неприйнятними. З інших 4 %, за якими було винесено рішення по суті справи, у 83 % випадків суд визнав порушення конвенції або її протоколів.
2016 року Європейський суд з прав людини ухвалив 39 рішень за скаргами проти України (для порівняння: у 2015 р. — 36 рішень, у 2014 р. — 40, у 2013 р. — 69, у 2012 р. — 71, у 2011 р. — 105, у 2010 р. — 109, у 2009 р. — 126, у 2008 р. — 110, у 2007 р. — 108).
У 2014 р.  Україна «вийшла в лідери»  і посіла перше сумне місце в цій номінації щодо кількості звернень громадян держави до ЄСПЛ.
На кінець 2015 р. на розгляді в Європейському суді було 64 850 справ, із них 13 850 (21,4 %) — заяви проти держави України.
Станом на 31 грудня 2019 року найбільше позовів, які перебували у стадії розгляду в ЄСПЛ, подані проти Росії (25,2 %), Туреччини (15,7 %) України (15,1 %), Румунії (13 %), Італії (5,1 %), Польщі (2,1 %), Сербії (2,1 %). У 2019 році Україна, залишаючись серед «лідерів» порушень прав людини та програючи справи в ЄСПЛ, отримала рішення про задоволення позовних заяв наших громадян на понад 1,5 млн євро.
На кінець 2021 року в ЄСПЛ розглянуто справ проти Росії — 16300 (23,4 %); Туреччини — 14950 (21,4 %) України 11300 (16,2 %); Румунії — 6000(8,6 %);  Італії -  3600 (5,2 %) Польщі -  2200 (3,22 %); Азербайджану — 2100 (3 %);  Сербії — 1850 (2,7 %);  Греції -  1450 (2,1 %); Вірменії -  1350 (1,9 %), інших 37 держав   -  8600 (12,3 %). Проблемою залишається виконання рішень ЄСПЛ, адже за останні 10 років Україна має виплатити своїм громадянам за позовами  проти своєї держави  51 млн євро як суму справедливої сатисфакції за порушення їх прав.
За 2023 рік ЄСПЛ розглянуто всього 38 260 справ, в тому числі  8 750 справ проти України (12,8 % від усіх справ).
Рівнянка, уперше в історії України, здобула перемогу у Європейському суді з прав людини, у справі щодо домашнього насильства.

## Адреса
Розташований у Страсбурзі (Франція) за адресою:
European Court of Human Rights

Council of Europe

67075 Strasbourg-Cedex

FRANCE

Fax: +33 (0)3 88 41 27 30.

## Склад Суду
У статті 20 Конвенції визначається кількість суддів Суду, яка відповідає кількості Високих Договірних Сторін Конвенції. Судді, які засідають у Суді у своїй особистій якості, повинні відповідати таким критеріям: повинні мати високі моральні якості, а також мати кваліфікацію, необхідну для призначення на високу судову посаду, чи бути юристами з визнаним авторитетом.
Упродовж строку своїх повноважень судді не можуть займатися ніякою діяльністю, що є несумісною посадою з їхньою незалежністю, безсторонністю або вимогами виконання посадових обов'язків на постійній основі". Усі питання, які виникають у зв'язку із застосуванням цього пункту, вирішуються Судом.
Парламентська асамблея Ради Європи обирає суддів до Європейського суду строком на дев'ять років. Судді не можуть бути переобрані. Суддя може бути звільнений з посади, якщо рішення про його невідповідність встановленим вимогам буде ухвалена іншими суддями більшістю у дві третини голосів (стаття 24).
З 27 червня 2022 року суддею Європейського суду з прав людини від України є Микола Гнатовський.

## Президенти суду
| №  | Фото | Ім'я                                                              | Країна          | Початок строку        | Кінець строку         |
| -- | ---- | ----------------------------------------------------------------- | --------------- | --------------------- | --------------------- |
| 1  |      | Арнольд Данкан, барон МакНейр (англ. Arnold Duncan, Baron McNair) | Велика Британія | 21 січня 1959 року    | 3 травня 1965 року    |
| 2  |      | Рене Кассен (фр. René Cassin)                                     | Франція         | 20 травня 1965 року   | 15 червня 1968 року   |
| 3  |      | Анрі Ролен (фр. Henri Rolin)                                      | Бельгія         | 27 вересня 1968 року  | 5 травня 1971 року    |
| 4  |      | Гамфрі Волдок (англ. Humphrey Waldock)                            | Велика Британія | 5 травня 1971 року    | 21 січня 1974 року    |
| 5  |      | Джорджіо Балладоре Пальєрі (італ. Giorgio Balladore Pallieri)     | Італія          | 8 травня 1974 року    | 9 грудня 1980 року    |
| 6  |      | Жерар Віарда (нід. Gérard J. Wiarda)                              | Нідерланди      | 30 січня 1981 року    | 30 травня 1985 року   |
| 7  |      | Рольв Рюссдаль (норв. Rolv Ryssdal)                               | Норвегія        | 30 травня 1985 року   | 18 лютого 1998 року   |
| 8  |      | Рудольф Бернгардт (нім. Rudolf Bernhardt)                         | Німеччина       | 24 березня 1998 року  | 31 жовтня 1998 року   |
| 9  |      | Луціус Вільдхабер (нім. Luzius Wildhaber)                         | Швейцарія       | 1 листопада 1998 року | 18 січня 2007 року    |
| 10 |      | Жан-Поль Коста (фр. Jean-Paul Costa)                              | Франція         | 19 січня 2007 року    | 3 листопада 2011 року |
| 11 |      | Ніколас Братца (англ. Nicolas Bratza)                             | Велика Британія | 4 листопада 2011 року | 31 жовтня 2012 року   |
| 12 |      | Дін Шпільманн (нім. Dean Spielmann)                               | Люксембург      | 1 листопада 2012 року | 31 жовтня 2015 року   |
| 13 |      | Гвідо Раймонді (італ. Guido Raimondi)                             | Італія          | 1 листопада 2015 року | 4 травня 2019 року    |
| 14 |      | Лінос-Александрос Сіциліанос (грец. Λίνος-Αλέξανδρος Σισιλιάνος)  | Греція          | 5 травня 2019 року    | 17 травня 2020 року   |
| 15 |      | Роберт Раґнар Спано (ісл. Róbert Ragnar Spanó)                    | Ісландія        | 18 травня 2020 року   | 31 жовтня 2022 року   |
| 16 |      | Сіофра О'Лірі (ірл. Síofra O'Leary)                               | Ірландія        | 1 листопада 2022 року | 1 липня 2024 року     |
| 17 |      | Марко Бошняк (словен. Marko Bošnjak)                              | Словенія        | 2 липня 2024 року     | 29 травня 2025 року   |
| 18 |      | Маттіас Гійома (фр. Mattias Guyomar)                              | Франція         | 30 травня 2025 року   |                       |

## Структура і юрисдикція Суду
Стаття 26 Конвенції передбачає створення в межах Суду трьох різних типів органів: комісій, палат і Великої палати.
Комітет, до складу якої входить три судді, може визнати неприйнятною або вилучити з реєстру справ індивідуальну заяву, якщо така ухвала може бути винесена без додаткового вивчення. Кожна така ухвала є остаточною і особа, що звернулась із заявою, не може вимагати її перегляду.
У палатах, на другому рівні організаційної структури Суду, здійснюється більша частина його роботи. До складу палат входять сім суддів, включно з членом палати за посадою — суддю, якого обрали від зацікавленої держави-учасниці, або особу, яка призначається для участі в засіданнях у разі відсутності такого судді.
Окрім створення комісій, про які йшлось вище, палата приймає ухвали щодо прийнятності та суті міждержавних і індивідуальних заяв, які не були визнані неприйнятними у комісіях. Як правило, палата приймає рішення щодо прийнятності окремо від рішення по суті.
Велика палата — третій рівень, на якому здійснюється робота Суду. До складу Великої палати входять сімнадцять суддів. Окрім члена Великої палати за посадою, який засідає на тих же умовах, що визначаються щодо члена палати за посадою, пункт 3 статті 27 також зараховує до складу Великої палати Голову Суду, заступників Голови, голів палат та інших суддів, які визначаються відповідно до регламенту Суду.
Палата вповноважена розглядати лише ті справи, які були передані до неї і лише в трьох випадках, відповідно до статті 30, палата може відмовитись від своєї юрисдикції на користь Великої палати за таких обставин:
- якщо справа, яку розглядає палата, порушує серйозне питання щодо тлумачення Конвенції чи протоколів до неї
- якщо вирішення питання, яке вона розглядає, може призвести до результату, несумісного з рішенням, постановленим Судом раніше
- якщо жодна зі сторін у справі не заперечує проти цього

## Судова практика ЄСПЛ
Судова практика Європейського суду з прав людини — це джерело права, що складається на основі рішень цього органу, які спрямовані на захист прав і свобод людини і громадянина.

### Судова практика ЄСПЛ як джерело права
Більшість країн Європи належать до романо-германської правової системи, тому практика ЄСПЛ у цих країнах є тлумаченням норм та виокремлення найважливіших положень Конвенції, фактично вона є джерелом тлумачення Конвенції.
У ст. 30 Конвенції сказано, що суд не може допустити при розгляді справи отримання результату, який буде несумісним із постановленим раніше рішенням суду. Тому практика суду є прецедентною. Прецедент є рішенням по справі, яке має враховуватися при подальшому розгляді аналогічної справи. Але інколи ЄСПЛ змінює свої правові позиції. ЄСПЛ наголошує, що ця зміна є виправданою, тому що сприяє розвитку права, хоча не сприяє правовій визначеності.

Практику ЄСПЛ можна віднести до переконливого прецеденту, який притаманний і англо — саксонській і романо — германській правовим сім'ям. У прецедентних рішеннях ЄСПЛ формуються правові позиції, які мають юридичну значущість як для судів національних судових систем, так і судів держав, проти яких такі рішення ухвалені.

### Судова практика ЄСПЛ як джерело національного права, зокрема права України
Практика ЄСПЛ є дуже важливим джерелом права для національного правосуддя. Судова практика ЄСПЛ є юридично значущим джерелом права в Україні через: прийняття закону «Про виконання рішень та застосування практики Європейського суду з прав людини» від 23 лютого 2006 р., у ст. 17 якого визначено, що «суди застосовують при розгляді справ Конвенцію та практику Суду як джерело права».
Прийняття постанови Пленуму ВСУ від 27 лютого 2009 р., яка роз'яснює важливість судової практики ЄСПЛ.
Зокрема, враховуючи положення статті 9 Конституції України (254к/96-ВР) та беручи до уваги ратифікацію Законом України від 17 липня 1997 року № 475/97-ВР (475/97-ВР) Конвенції про захист прав людини і основоположних свобод 1950 року і Першого протоколу та протоколів № 2, 4, 7, 11 до Конвенції та прийняття Закону України від 23 лютого 2006 року № 3477-IV (3477-15) «Про виконання рішень та застосування практики Європейського суду з прав людини», суди також повинні застосовувати Конвенцію про захист прав людини і основоположних свобод (Рим, 4 листопада 1950 року; далі — Конвенція) та рішення Європейського суду з прав людини як джерело права.
Яскравим прикладом використання положень Конвенції і практики ЄСПЛ є практика Конституційного Суду України. КСУ вже неодноразово під час реалізації своїх основних функцій щодо контролю конституційності нормативно-правових актів нашої держави, даючи офіційне тлумачення Конституції та законів України, звертався до міжнародних судових рішень, зокрема до рішень ЄСПЛ.
Основні проблеми у застосуванні положень Європейської конвенції в діяльності КСУ полягають у тому, що багато її положень уже втілено в національне законодавство, а КСУ використовує переважно норми національного права, але посилається на Європейську Конвенцію, коли відсутні інші правові регулятори у рамках національного права.
КСУ використовує рішення ЄСПЛ для формулювання правових позицій. Завдяки використанню практики досягається узгодженість органів правосуддя міжнародної та національної правових систем. Але необхідним є закріплення обов'язковості застосування практики ЄСПЛ.
Інформаційний лист від 18.11.2014 № 1601/11/10/14-14 головам апеляційних судів, у якому встановлено, що Європейський суд з прав людини — це міжнародний судовий орган, юрисдикція якого поширюється на всі держави-члени Ради Європи, що ратифікували Конвенцію про захист прав людини і основоположних свобод, та включає всі питання, які стосуються тлумачення і застосування цієї Конвенції у міждержавних справах і справах за заявами окремих осіб. У зв'язку з таким національним врегулюванням і тим, що Україна є державою-членом Ради Європи, практика Європейського суду з прав людини є однією з основ правозастосування, тому рішення цього Суду застосовуються як джерело права під час вирішення адміністративних спорів.
На обґрунтування точки зору про відсутність обов'язкової сили судової практики ЄСПЛ наводять таку аргументацію: Положення процесуальних кодексів, зокрема п. 2 ст. 237 КАС, п. 2 ч. 1 ст. 445 КПК, п. 2 ч. 1 ст. 355 ЦПК, п. 2 ст. 11116 ГПК.
У цих статтях вказується, що рішення ЄСПЛ, у яких визнано, що при постановленні судових рішень українськими судами було допущено порушення ЄКПЛ, є підставою для перегляду зазначених судових рішень Верховним Судом України. Тобто рішення ЄСПЛ є лише підставою для ініціації відповідного судового провадження у Верховному Суді України, але не «замінює» чи «відміняє» судове рішення, яке стало предметом розгляду в ЄСПЛ.
Основний ЗУ «Про виконання рішень та застосування практики Європейського суду з прав людини» містить багато суперечностей.
Дещо двозначними є тлумачення і певною мірою неясність глави 4 «Застосування в Україні Конвенції та практики Суду», стаття 17 якого говорить, що суди мають застосовувати практику Суду, тобто будь-яке рішення чи або ухвалу, винесені Європейським судом, незалежно від суб'єктного складу справи у тому числі й у справах проти України. Водночас у ст. 18 Закону йдеться лише про рішення/ухвалу Європейського суду у справі проти України.
Судова практика ЄСПЛ є об'єктивним критерієм оцінки правової системи кожної держави — учасниці Конвенції про захист прав людини і основоположних свобод.
Україна є державою, яка орієнтується на європейський досвід, тому для становлення її як правової держави є важливою практика ЄСПЛ. Тому поступове впровадження практики є необхідним процесом для забезпечення верховенства Конвенції, яка гарантує основні права та свободи людини та громадянина.

## Реформа
Унаслідок росту обізнаності європейців із їхніми правами згідно із Конвенцією, Суд став жертвою власного успіху. Необхідно до 5 років для того, щоб почати розглядати деякі справи; утворилася значна черга зі справ. Наприклад, згідно із Інформаційним бюлетенем з прав людини (видається Радою Європи), у період між 1 листопада 2003 та 29 лютого 2004 Суд розглядав 7315 справ, з яких 6255 визнали неприйнятними.
Керуючись принципом «справедливість із затримкою — жодної справедливості», Рада Європи створила робочу групу для пошуку шляхів покращення ефективності Суду. Результатом цієї роботи стали поправки до Європейської конвенції з прав людини — Протокол № 14. Цей новий протокол, що вимагає загальної ратифікації всіма державами-членами Ради Європи для набрання ним чинності, запроваджує низку змін:
- Одноособовий суддя може приймати рішення щодо прийнятності скарги. На сьогодні таке рішення ухвалюють три судді.
- Якщо справа значною мірою є подібною до тих, які вже раніше розглядалися Судом, і виникає по суті через те, що держава-член не змінює своє національне законодавство з метою корегування питань, що вже раніше порушувалися в попередніх рішеннях, справа може бути розглянута трьома суддями, а не Палатою із семи суддів.
- Справа визнається неприйнятною, якщо вважається, що позивач не зазнав «суттєвої шкоди». Проте це правило не є суворим.
- Держава-учасник може постати перед Судом за позовом Комітету Міністрів, якщо держава відмовляється виконати рішення, винесене не на її користь.
- Комітет міністрів Ради Європи може звернутися до Суду за «інтерпретацією» рішення, щоб посприяти визначенню найкращого шляху для його виконання державою-членом.

Міжнародна амністія висловила занепокоєння, що зміни щодо критерію прийнятності означатимуть втрату для індивідуальних позивачів можливості «отримання відшкодування за порушення прав людини».
22 січня 2024 року набрала чинності нова редакція Регламенту Європейського суду  з прав людини.

## ЄСПЛ і Україна
Згідно зі статтею 55 Конституції України,
Кожен має право після використання всіх національних засобів правового захисту звертатися за захистом своїх прав і свобод до відповідних міжнародних судових установ чи до відповідних органів міжнародних організацій, членом або учасником яких є Україна.
23 лютого 2006 року був прийнятий Закон України «Про виконання рішень та застосування практики Європейського суду з прав людини», який гарантував, що рішення Суду є обов'язковим для виконання Україною.
Рішення ЄСПЛ щодо України зібрані тут [Архівовано 1 січня 2015 у Wayback Machine.] і тут [Архівовано 25 листопада 2014 у Wayback Machine.]. У них є дві складові — матеріальний аспект (справедлива компенсація потерпілому) та заходи загального характеру (наприклад, унести зміни до законодавства).
Проте лише 10 % винесених Судом рішень виконуються українською владою. Протягом 2013 року Україна програла за позовами в ЄСПЛ майже 33 млн євро, 2014 року — майже 7,7 мільйонів євро. За кількістю невиконаних рішень Україна посідає 4 місце серед усіх країн-членів Ради Європи. Фізична або юридична особа, група осіб, які перебувають під юрисдикцією України, можуть звернутися до Європейського суду з прав людини з індивідуальною заявою, якщо вважать, що їх права, гарантовані Європейською конвенцією з прав людини, було порушено.

### Міждержавні справи України
Міждержавна справа ЄСПЛ — це провадження, ініційоване однією державою-учасницею Конвенції проти іншої, в якому стверджується про системне чи масове порушення прав, гарантованих Європейською конвенцією з прав людини.
- «Росія проти України» за заявою 2021 року — ЄСПЛ відмовив Російській Федерації у задоволенні позивних вимог у повному обсязі[30].
- «Україна проти Росії (щодо Криму)» — провадження щодо порушень на території Автономної Республіки Крим з лютого 2014 року. 25 червня 2024 року Велика палата ЄСПЛ ухвалила рішення по суті, в якому встановила численні порушення Конвенції з боку Російської Федерації у зв'язку з фактичним контролем над АР Крим. Суд встановив, що РФ порушила 12 матеріальних статей ЄКПЛ і протоколов до неї, включаючи право на життя, заборону катувань, свободу вираження поглядів та інші.
- «Україна та Нідерланди проти Росії» — об'єднане провадження за міждержавними заявами щодо викрадення дітей, збройного конфлікту на сході України з 2014 року, збиття пасажирського літака рейсу MH17, повномасштабного вторгнення 2022 року, за яким 9 липня 2025 року Велика палата ЄСПЛ встановила численні порушення Конвенції з боку РФ у зв'язку з її контролем над окупованими територіями України.
- «Україна проти Росії (VIII)» міждержавна справа за заявою № 55855/18 щодо захоплення трьох українських військових катерів і 24 моряків під час інциденту в Керченській протоці 25 листопада 2018 року. Суд застосував запобіжний захід. У жовтні 2023 року повідомив державу-відповідача про факт розгляду справи.
- «Україна проти Росії (IX)» щодо вбивств опонентів Російської Федерації[31]. Заява стосується вбивств і спроб вбивств політичних опонентів російської влади, скоєних на території самої РФ та в інших країнах, включаючи держави-члени Ради Європи. У 2025 році Суд повідомив уряд РФ про цю заяву, а Польща й Литва долучилися як треті сторони[32].

### Резонансні рішення
- У жовтні 2019 року суд одноголосно визнав порушення з боку України проти колишнього міської голови Слов'янська Нелі Штепи у справі посягання на територіальну цілісність і недоторканність України. Суд визначив, що Україна має виплатити їй 2600 євро моральної компенсації і 1000 євро відшкодування судових витрат. Грошові кошти були виплачені Україною на користь Штепи[33][34].
- У лютому 2022 року суд одноголосно постановив державі Україна виплатити 15 тисяч євро компенсації колишньому лідеру проросійської партії «Родіна» Ігореві Маркову через позбавлення його мандату депутата Верховної Ради в 2013 році[35][34]. На момент рішення суду Марков переховувався від українського правосуддя в Російській Федерації за звинуваченнями у фінансуванні ДНР/ЛНР та інші кримінальні дії.
- 9 жовтня 2023 року генерал-лейтенант Збройних Сил України Ігор Павловський виграв у ЄСПЛ справу проти України щодо необґрунтованого запобіжного заходу, йому була призначена компенсація в розмірі 2600 євро[36].